# La guerra Rann-Thanagar
La guerra Rann-Thanagar (Rann-Thanagar War) è una miniserie a fumetti di sei numeri pubblicata dalla DC Comics nel 2005. Scritta da Dave Gibbons, e illustrata da Ivan Reis, Marc Campos e John Kalisz, la serie narra le vicende della guerra tra i pianeti Rann e Thanagar, e vede protagonisti Adam Strange, il Corpo delle Lanterne Verdi, Hawkman, Hawkgirl, la L.E.G.I.O.N. e Capitan Comet, insieme ad altri avventurieri dello spazio della DC. La serie fu poi seguita, all'inizio del 2006, dall'auto conclusivo Rann-Thanagar War: Infinite Crisis Special.

## Inquadramento
La guerra Rann-Thanagar, insieme a Villains United, Il Progetto OMAC, e Il giorno della vendetta, è una delle quattro miniserie che portarono agli eventi descritti in Crisi infinita. A differenza degli altri collegamenti, fu anche la continuazione di altre storie in altre due serie: Adam Strange: Planet Heist e Green Lantern: Rebirth.

## Guerra pre-Crisi
Nella continuità esistita prima di Crisi sulle Terre infinite, scoppiò una guerra tra Rann e Thanagar. L'eroe adottivo di Rann, Adam Strange, e i due ufficiali di polizia Thanagariani Hawkman (Katar Hol) e Hawkgirl (Shayera Hol) lavorarono disperatamente per mettere fine al conflitto. Il trio vi riuscì, infine rivelando che gli eventi che portarono alla guerra furono un piano creato dal criminale intergalattico Kanjar Ro.

## Trama della serie
Durante Planet Heist, Adam Strange combatté contro un gruppo di criminali Thanagariani. Durante la battaglia, il leader del gruppo trasportò il pianeta adottivo di Strange, Rann, nel sistema Thanagariano nella speranza di creare una dittatura. Tuttavia, la nuova locazione di Rann fece divenire instabile l'orbita di Thanagar, e i due pianeti si schiantarono nel sole di questo sistema solare. I Thanagariani sopravvissuti e i Ranniani, ora vivevano tutti su Rann, e la tensione tra i due gruppi era fortemente alta, in quanto ognuna delle due razze incolpava l'altra della situazione attuale.
Consapevoli che la guerra sarebbe potuta scoppiare all'improvviso, Strange andò sulla Terra per chiedere l'aiuto di Hawkman e Hawkgirl, che avevano dei collegamenti su Thanagar per prevenire la guerra. Nel frattempo, le Lanterne Verdi Kilowog e Kyle Rayner furono inviate in una missione sotto copertura su Rann, anche se sotto l'ordine dei Guardiani dell'Universo di non interferire.
Quando Strange e le Aquile giunsero su Rann, rimasero scioccati dal vedere che la guerra era già scoppiata. Formarono una squadra, a cui furono incluse la Thanagariana Hawkwoman e la Tamariana Blackfire. Più e più pianeti furono inseriti nella guerra con Rann e Thanagar, poiché i due litiganti chiamavano a sé i propri alleati. Vedendo un modo per accumulare potere, Blackfire tradì il suo gruppo, uccidendo Hawkwoman. Divenne chiaro che tutte le fazioni avevano un nemico comune: Onimar Synn. Con l'aiuto di Tigorr degli Omega Men e di Capitan Comet, la squadra di Strange riuscì a dividere Synn in sette pezzi, e ogni pezzo fu inserito in una stella diversa per prevenire che si potesse riassemblare.
Alla fine della serie, le forze di Rann e Thanagar dovettero entrambe affrontare una frattura nello spazio che somigliava a una di quelle viste in Crisi sulle Terre Infinite.

## Rann/Thanagar WarSpecial: Hands of Fate
In Rann/Thanagar War: Infinite Crisis Special, la frattura cominciò a mettere in pericolo le vite di coloro che vivevano in quel sistema solare inviando onde di energia distruttive. L'assembramento di eroi formato da Donna Troy lavorò per mantenere la pace tra le due forze in guerra, quando Adam Strange ricevette un messaggio da Tigorr degli Omega Men. Tigorr guidò Adam Strange, insieme ad Hawkman e Hawkgirl, ad un satellite di sorveglianza Thanagariano alla deriva, che documentò dei filmati di Superboy-Prime che costringeva Rann e Thanagar a collidere, e così, da mandarli in guerra.
Anche se il satellite si perse presto nel caotico ambiente, Strange ebbe l'idea di mettere insieme i capi di ogni fazione così che avrebbero potuto fermare il combattimento tra di loro e, invece, lavorare insieme contro la minaccia cosmica. Nel frattempo, la Lanterna Verde Kyle Rayner stava lavorando con la sua ex fidanzata Jade, con cui combatté contro le mani enormi che forzavano un buco aperto nello spazio-tempo. Sfortunatamente, Jade non sopravvisse all'energia elettromagnetica in sovratensione e morì. Nei suoi ultimi momenti, respirò l'energia di smeraldo che Kyle Rayner una volta le diede per riportarla in vita, incrementando il potere di Jade in modo esponenziale.
Kyle diede il corpo di Jade a suo padre, Alan Scott, e mentre la Lanterna Verde Originale la cullava tra le sue braccia, rimarcò quanto lei sembrasse di nuovo sé stessa, finché un'altra onda d'energia distrusse i suoi resti mortali. Kyle, ancora una volta richiamandosi Ion, disse ad Alan che finché loro due fossero vissuti, lo spirito e l'energia unici di Jade avrebbero continuato ad esistere.
Dopo l'ascensione di Kyle, i Guardiani notarono lui era il primo di "una nuova razza, il passo successivo nell'evoluzione della loro causa". Ci fu un dibattito sul fatto che un così grande potere potesse essere sopportato da una qualsiasi Lanterna, ma venne considerata l'esperienza precedente di Kyle, e i Guardiani furono d'accordo sul fatto che monitorarlo, questa volta, sarebbe stata una differenza significativa.
Sull'arida superficie di Thanagar, Adam Strange trovò delle prove da presentare a tutti i gruppi in guerra: impronte di mani vicino al fondo di un enorme cratere, create dall'interferenza di Superboy-Prime. La L.E.G.I.O.N., Thanagar, Rann e Nuova Crono combinarono le loro forze al fine di creare un massiccio assalto alla forza dietro alla fenditura nello spazio, con Ion al comando.

### Rann/Thanagar: Holy War
Il 7 maggio 2008, una nuova serie limitata dal titolo Rann-Thanagar: Holy War cominciò ad essere pubblicata. La nuova serie fu scritta da Jim Starlin con illustrazioni di Ron Lim.

## Pre-Hawkworld
Una guerra tra Rann e Thanagar ebbe luogo in Showcase e World's Finest Comics negli anni settanta. Con il rinnovamento di Hawkworld nel 1989, questa porzione della storia di Hawkman venne retconnessa.

## Edizioni in volume
Nel gennaio 2006 questa serie fu inserita in un'edizione tascabile di 160 pagine (ISBN 1-4012-0839-8). Lo speciale auto conclusivo fu inserito in Infinite Crisis Companion (ISBN 1-4012-0922-X). La serie Rann-Thanagar: Holy War fu collezionata in due volumi.